# Extraction de sable

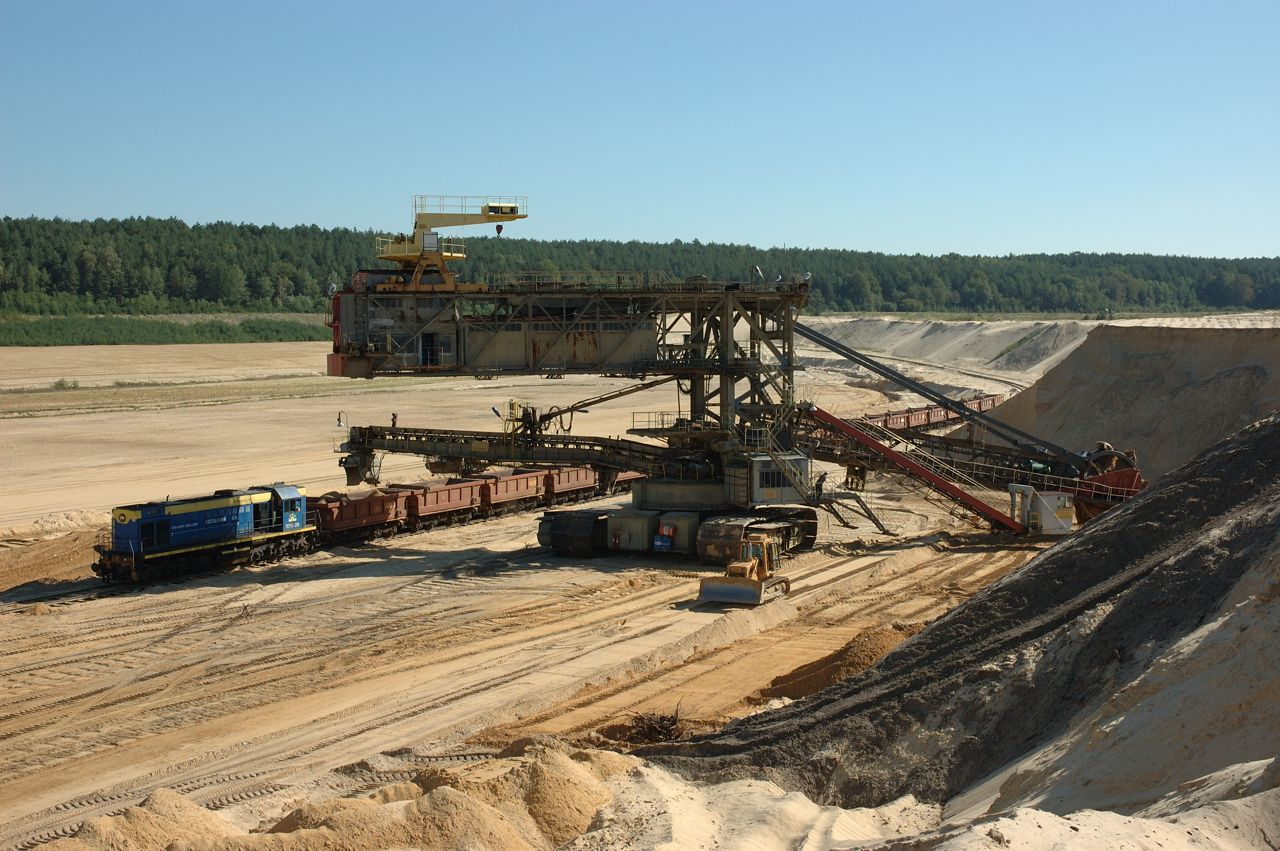
Extraction de sable en Pologne.

Le sable est la proportion fine des granulats. L’extraction de granulats est une pratique qui est utilisée pour prélever et exploiter le sable et les graviers (siliceux ou calcaires) dans des carrières, des dunes ou des plages, ou pour le draguer dans le lit des rivières ou des océans. On appelle souvent « sablière » une carrière de sable, et « gravière » une carrière de gravier, substantifs qui ont aussi servi à donner leur nom à des communes de France (Sablières, Gravières).

## Origines géologiques
Les sables ont des origines minéralogiques marines (principalement) ou terrestres (ils sont alors issus des processus érosifs (érosion éolienne, érosion et processus fluviatiles notamment par l'eau douce ou par les glaciers). 
Ils peuvent aussi être classés selon leur degré de pureté en silice et/ou selon leur granulométrie, leur caractère coquiller ou non, leur origine géographique ou hydrogéographique (ex : « sable de Loire ») ou géologique (on parlera de sables tertiaires ou quaternaires ou encore par exemple en France de « sable landénien », « sable auversien », « sable de Beauchamp »...). Légers, les grains de sable peuvent être transportés sur de grandes distances dans l'eau par le courant, et sur terre, par saltation sous l'effet du vent, ou des tempêtes (du sable du Sahara est régulièrement soulevé par des tempêtes et transporté jusqu'en Amazonie ou dans les zones polaires).
Il existe des sables d'origine volcanique et aussi des sables calcaires. Ils sont souvent d'origine détritique (issu de calcaires, coralliens et de coquilles de bivalves ou d'escargots notamment et/ou de marnes) mais peuvent aussi avoir parfois des origines directement biogéniques (c'est-à-dire être au moins en partie créés par le vivant, y compris végétal (dans ce dernier cas les grains sont dits « cytomorphes » (observés à la loupe binoculaire ou au microscope électronique, ils montrent (via leurs formes et couleurs) qu'ils ont été produits par des cellules racinaires qui se sont calcifiées ; on parle alors de sables "cytomorphes". Des phénomènes contemporains de calcification du cortex des racines de certaines plantes sont encore observés dans la nature.
Quand le sable est aggloméré par un « ciment » géologique (qui peut être d'origine calcaire, siliceuse, voire ferrugineuse) il forme une roche plus dure et compacte dénommée grès, généralement de couleur ocre à grise. Des chaos de grès peuvent émerger du substrat sableux (typiquement dans la forêt de Fontainebleau). La formation des grès a notamment été étudiée en France par Pierre Doignon et François Ellenberger mais son mécanisme est encore mal compris.

## Le marché du granulat

### Demandes et utilisations
Le granulat (sable, graviers, charges minérales) est utilisé dans l'industrie manufacturière comme abrasif. Il est également utilisé dans l'industrie du verre, des lentilles, miroirs, lasers, isolateurs, dans la technique de la fracturation hydraulique. L'extraction du granulat est également une source de matières premières stratégiques comme les minéraux lourds (ilménite, zircon, rutile), le silicium, le thorium, le titane, l’uranium, etc. Les principaux besoins en granulats sont la construction et la poldérisation.
Depuis l'invention du béton armé par Joseph Monier qui en a déposé les brevets dès 1870, ce matériau s'est imposé dans la construction grâce à ses performances techniques (moules qui permettent une liberté de forme, armatures de fer qui permettent de résister à des charges importantes, à la flexion comme à la traction) et un coût relativement bas par rapport à celui de la pierre. L'essor de ce matériau s’articule en outre avec celui du capitalisme bancaire et de la grande industrie (en particulier la sidérurgie, les cimenteries et les constructeurs) qui ont permis sa diffusion mondiale, ainsi les deux tiers des constructions sont réalisées en béton armé en 2012.
Or le béton est composé de deux tiers de granulats (sable et graviers). Pour construire une maison de taille moyenne, il faut 100 à 300 tonnes de granulats, pour un bâtiment plus grand comme un hôpital ou un lycée, il en faut 20 000 à 40 000 tonnes, chaque kilomètre de voie ferrée nécessite 10 000 tonnes de granulats, et d’autoroute 30 000, enfin pour construire une centrale nucléaire, il faut 12 millions de tonnes.
Notons toutefois que les routes font surtout appel aux granulats concassés issus des carrières de roche massive ainsi qu'aux déblais issus des démolitions et de l'emprise routière elle-même.
La poldérisation (îles artificielles de Dubaï avec ses Palm Islands, Émirats arabes unis avec The World, Singapour) a nécessité également des millions de tonnes de sable .
Le granulat est donc devenu la troisième ressource mondiale la plus utilisée après l'air et l'eau mais devant le pétrole, ce qui en fait désormais une ressource non renouvelable stratégique. Chaque année, à l'échelle mondiale, 50 milliards de tonnes de granulats sont extraites, dont 6 milliards directement depuis le fond des océans grâce aux navires de drague.
La raréfaction de la ressource en granulats roulés entraîne l’adoption de solutions alternatives, notamment pour les sables à savoir les « sables de substitution » : sable marin issu du dragage, sable de concassage (sable obtenu par broyage de matériaux de démolition d'ouvrage ou de roches massives).

### Offre

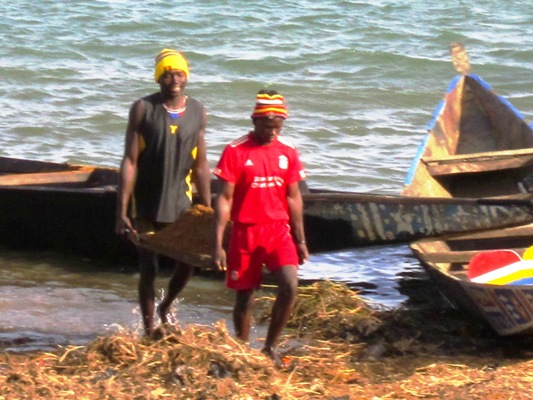
Extraction de sable artisanale au Mali

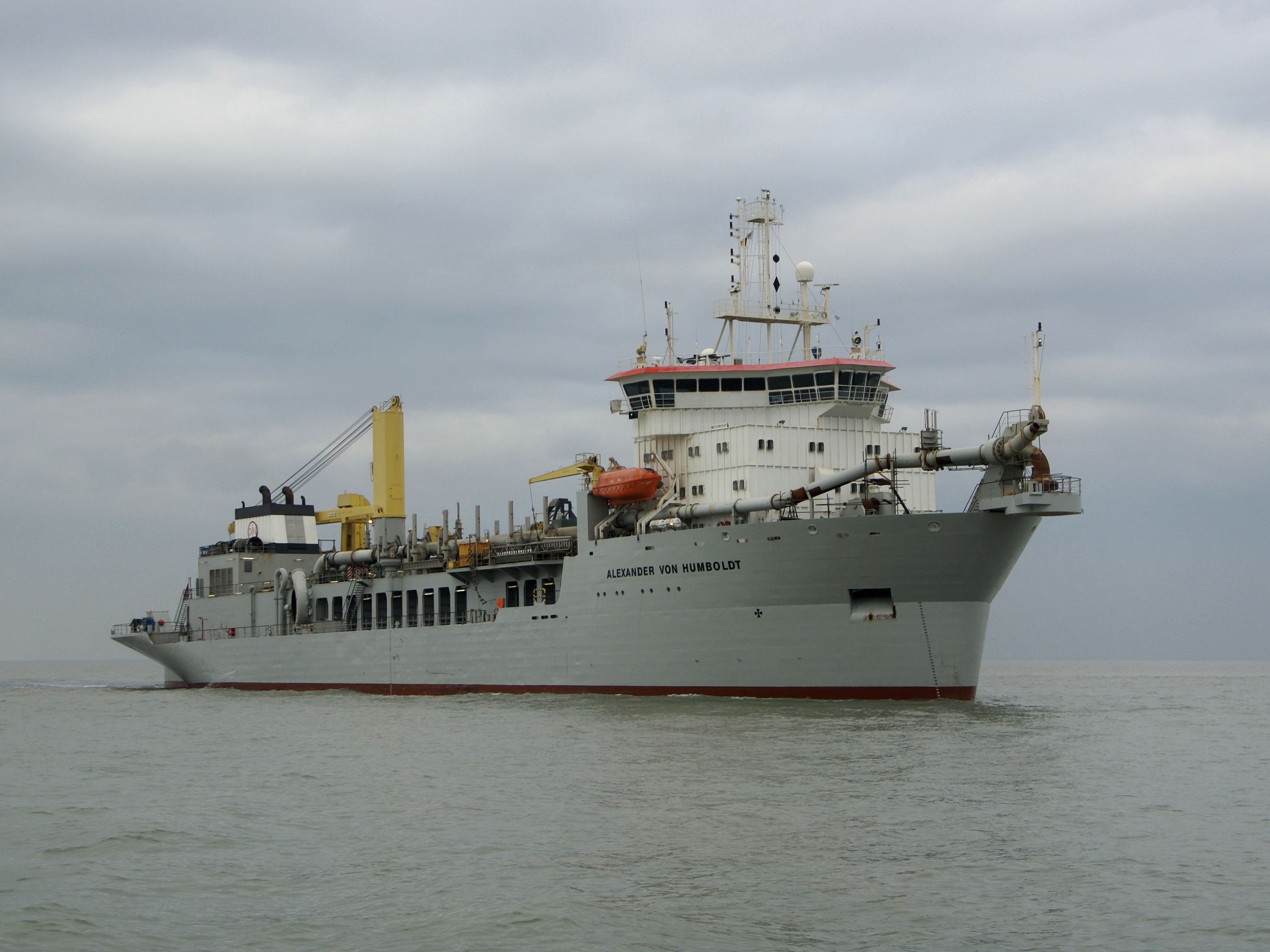
Drague moderne avec élinde trainante de 9000

Depuis 5 000 ans, les hommes ont extrait des roches (exploitation de mines, déforestation et extraction de granulats) de l'équivalent d'une montagne de 4 kilomètres de haut, 40 kilomètres de large et 100 kilomètres de long.
L'extraction de granulats (sables, graviers et galets) est majoritairement effectuée dans des carrières de sable et de gravier (granulats roulés) et de roches massives (granulats concassés, roches ornementales). Face à l'épuisement des ressources terrestres en granulats alluvionnaires et aux désordres engendrés par la surexploitation dans les fleuves et rivières (approfondissement du lit, déchaussement d'ouvrages d'art) dont l'apport en sédiments est deux fois inférieur à la consommation annuelle de sables et graviers, les industriels se sont tournés vers des ressources de substitution, notamment les granulats marins. L'exploitation de sable marin s'est développée depuis les années 1970 et est en plein essor depuis. Certains navires de drague peuvent pomper par jour entre 4 000 et 400 000 m3 de sable au fond de la mer, chaque drague équivalant à un investissement de l’ordre de 20 à 150 millions d’euros.
Le sable du désert, d'origine éolienne, n'est pas une alternative valable. Il est en effet inadéquat en construction et poldérisation à cause de sa granulométrie trop fine et trop ronde qui empêche les grains de s’agréger.
Bien que l'analyse des principales ressources mondiales en sable se heurte à plusieurs difficultés méthodologiques, elles sont estimées à 120 millions de milliards de m3 en sable marin (un tiers du total des sédiments marins), soit environ 192 millions de milliards de tonnes. L'inventaire des réserves exploitables dans le monde retient comme chiffre global que ces réserves correspondent à 2 % des ressources, soit 4 millions de milliards de tonnes. Avec une production annuelle de sable et graviers comprise entre 30 et 50 milliards de tonnes, il reste, selon les estimations, 80 000 ans avant l'épuisement des réserves,.
En France, les activités humaines sont telles que chaque personne consomme 18 kg de sable par jour. Sur les 380 millions de tonnes de granulats consommés annuellement, seulement 7 millions sont d'origine marine en raison d'une réglementation très forte (code de l'environnement, code minier, étude d'impact environnemental). 2 % des matériaux de construction proviennent des granulats marins, soit environ 7,5 millions de tonnes.
Bien que le prix à la tonne de ce matériau reste faible, le coût des granulats rendus chantier, après transport par camions, double généralement tous les 50 kilomètres, ce qui en fait une ressource locale qui est exploitée dans des gisements proximaux par rapport aux centres de consommation.

## Impacts

### Impacts écologiques
En creusant pour extraire les granulats d'une gravière, on baisse le niveau de la nappe phréatique qui l'alimente, ce qui a des impacts sur la capacité de stockage de l'eau  souterraine et sur les infrastructures en surface (pont, route, chemin de fer).
Le dragage excessif de sable marin favorise l'intrusion de l'eau de mer dans les nappes souterraines et leur contamination par le sel.
Le dragage intensif est à l'origine de la destruction d'habitat et de la fragmentation des écosystèmes fragiles, ce qui menace la biodiversité. Ainsi, les tortues de mer qui pondent sur les plages de sable sont perturbées lorsque leurs sables sont exploités, l'impact est le même pour les Gavial du Gange qui sont en danger critique d'extinction.
L'urbanisation des côtes, les 845 000 barrages qui retiennent un quart des réserves de sable dans le monde et l'extraction de sable dans les rivières qui en retiennent un autre quart, provoquent l'érosion du littoral, ainsi au moins 70 % des plages du monde entier sont en recul et entre 75 et 90 % des plages sont menacées de disparition.
L'extraction de sable de rivière et de mer provoque une augmentation de la turbidité dans l'eau, nuisant à la croissance d'organismes qui ont besoin de lumière, tels les coraux ou le phytoplancton, nourriture de nombreux poissons, d'où un impact négatif sur la pêche. Cette turbidité a de plus des impacts négatifs dans certaines zones sensibles pour la pêche (frayères, nourriceries) et la conchyliculture.
Cette érosion du littoral affecte aussi les îles lagunaires dont certaines disparaissent.
En septembre 2023, le Programme des Nations unies pour l'environnement (PNUE) alerte sur la surexploitation de la ressource en sable : chaque année, 50 milliards de tonnes de sable sont extraites dans le monde et prévient que la tendance actuelle « n'est pas soutenable ». Il annonce le lancement de la plateforme d'observation de l'extraction du sable dans les mers et les océans, Marine Sand Watch. Le dragage des sables des océans et des mers par des bateaux spécialisés est estimé à 4 à 8 milliards de tonnes, sans compter l'activité illégale des petits bateaux. Les zones côtières de la Chine, la mer du Nord, les régions marines des pays du Golfe et la côte est des États-Unis font l'objet d'un dragage intensif. Le PNUE considère que « le monde se rapproche du taux de reconstitution naturelle de 10 à 16 milliards de tonnes par an, dont les rivières ont besoin pour maintenir la structure et le fonctionnement des écosystèmes côtiers et marins ». Le delta du Mékong, au Vietnam, s'enfonce, faute de sédiments suffisants. Les quatre principaux pays dans le dragage du sable marin sont la Chine, les Pays-Bas, les États-Unis et la Belgique ; au rythme actuel d'extraction, la Belgique n'aura plus de sable dans 80 ans.

### Impacts sociaux et économiques
Le sable marin nécessite un lavage ou égouttage afin de diminuer son taux de chlorure qui cause la corrosion des aciers du béton armé. Le sable exige également un triage puis éventuellement un broyage avant son utilisation dans le béton. Or de nombreux sites illégaux d’extraction se développent et des chefs de chantier peu scrupuleux ne respectent pas ces pratiques, ce qui met en danger à terme les habitants dans les bâtiments en béton qui menacent de s'effondrer sur eux.
L'érosion du littoral a pour conséquence une moindre protection des côtes contre les tempêtes, les tsunamis et menace l'économie touristique des régions touchées par le phénomène.
En Floride, 9 plages sur 10 sont en voie de disparition à cause de cette érosion, ce qui nécessite un remblayage tous les ans. En Indonésie, 25 îles — dont 7 dans le détroit de Macassar — ont disparu pour alimenter Singapour en sable[réf. incomplète]. Aux Maldives, l’extraction de sable est telle qu'elle a engendré la montée des eaux et l'évacuation de 120 îles de leurs habitants.